# Śmierć gwałtowna
Śmierć gwałtowna – termin używany w medycynie sądowej odnoszący się do śmierci, która jest wynikiem urazu w bardzo szerokim tego słowa znaczeniu. Może to być śmierć samobójcza, zbrodnicza lub w wyniku wypadku. Jest przeciwieństwem śmierci naturalnej.